# 颱風妮妲 (2009年)
颱風妮妲（國際編號：0922，聯合颱風警報中心：26W），是2009年太平洋颱風季的一個熱帶氣旋，也是該年最強的颱風。「妮妲」（นิดา）一名由泰國提供，是婦女的名字。

## 發展過程
2009年11月21日，一熱帶性低氣壓在西北太平洋中形成，向西北偏西方移動。翌日，由於此熱帶氣旋已增強成一熱帶風暴，所以日本氣象廳把此氣旋命名為「妮妲」。翌日再增強為強烈熱帶風暴，轉為向西北移動。後來，熱帶氣旋增強速度變快，在24小時內由強烈熱帶風暴增強為5級颱風；由颱風眼出現至變得清晰渾圓只需要3小時。幾小時後，美國颱風聯合警報中心一度把此颱風的風速評為160節（295公里每小時；185英里每小時），但最終妮妲最新的強度定在155節（285公里每小時；180英里每小時），與東太平洋的颶風里克同為155節，成為2009年全球最強的熱帶氣旋，不過妮妲氣壓略低里克一個百帕而已。

## 防灾措施和影响

### 密克罗尼西亚

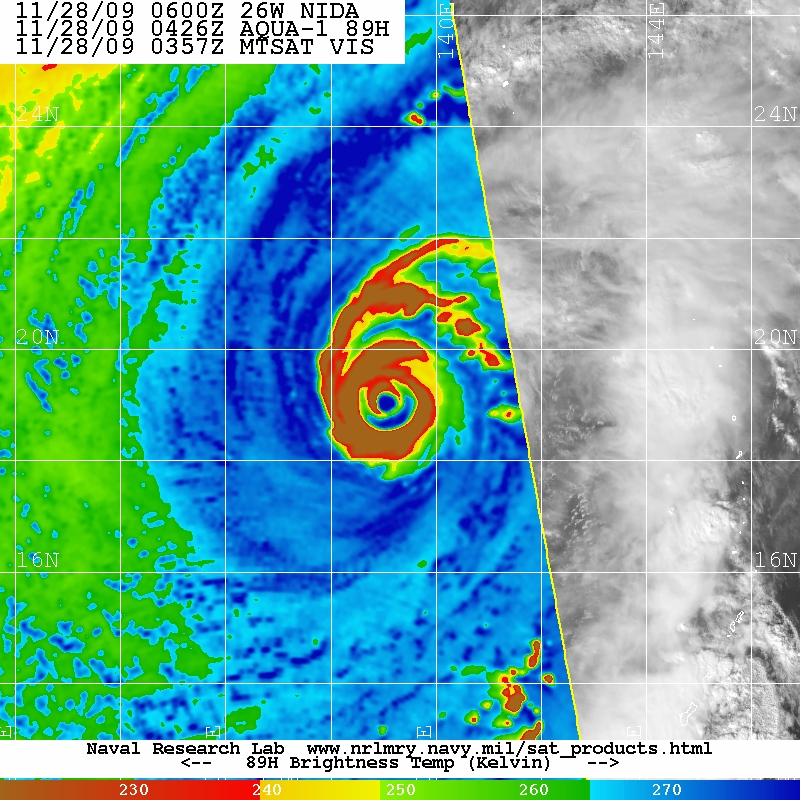
颱風妮妲正经历眼墙置换

11月24日凌晨，位于关岛蒂扬的国家气象局天气预报办公室（NWS Guam）将法劳勒普岛、在那天早上晚些时候发布了Fais和乌利西环礁的热带风暴预报。随着妮妲被JTWC升级为台风，NWS将法劳勒普岛的热带风暴警告升级为台风警报.当天晚些时候，他们报告说由于妮妲正从法劳勒普向西北方向移动，法劳勒普岛的台风警报已被取消且第二天早些时候法伊斯和乌利西的热带风暴警报也被取消了。

## 內部連結
- 2009年太平洋颱風季
- 熱帶氣旋

## 外部連結
- （英文）聯合颱風警報中心首頁 （页面存档备份，存于）
- （日語）日本氣象廳首頁 （页面存档备份，存于）
- （繁體中文）中央氣象局首頁 （页面存档备份，存于）
- （英文）菲律賓大氣地球物理和天文管理局首頁 （页面存档备份，存于）
- （繁體中文）香港天文台首頁 （页面存档备份，存于）
- （繁體中文）澳門地球物理暨氣象局首頁 （页面存档备份，存于）
- . UNISYS天氣網. （原始内容存档于2010-09-01） （英语）. （页面存档备份，存于）